# Burg Geretzhoven
Die Burg Geretzhoven ist eine frühere Wasserburg in der Ortschaft Rheidt-Hüchelhoven im nordrhein-Westfälischen Rhein-Erft-Kreis. Die Anlage besteht aus mehreren Gebäuden: Das zwei- bis dreigeschossige Herrenhaus aus Backstein liegt an der Nordostecke der Anlage mit vorgelagertem Wassergraben an der Nordseite. An dieser Seite befinden sich zwei runde Ecktürme mit geschweifter Haube. Außerdem sind Torbogen mit Wappensteinen, eine Scheune am östlichen Grundstücksrand und einige Grabenanlagen erhalten.

## Geschichte
Der Rittersitz stammt im Kern aus dem 16. Jahrhundert. Erstmals urkundlich erwähnt wurde der Name 1328 im Zusammenhang mit Reinhard von Geretzhoven. Die Burg gehörte ursprünglich zum kurkölnischen St. Ursulastift. 1688 gelangte sie durch Heirat an die Familie von Bodelschwingh-Plettenberg, welche die Gebäude um 1920 restaurierte.
Herrenhaus und Wirtschaftsgebäude sind im Lauf der Zeit zu einer geschlossenen Vierflügelanlage zusammengewachsen. Das Ensemble steht heute unter Denkmalschutz und kann nach vorheriger Anmeldung zu bestimmten Terminen besichtigt werden. In der wiederhergestellten „Miste“ kann man in historischem Ambiente Feste feiern.